# Heilig-Geist-Kirche (Fernbreitenbach)

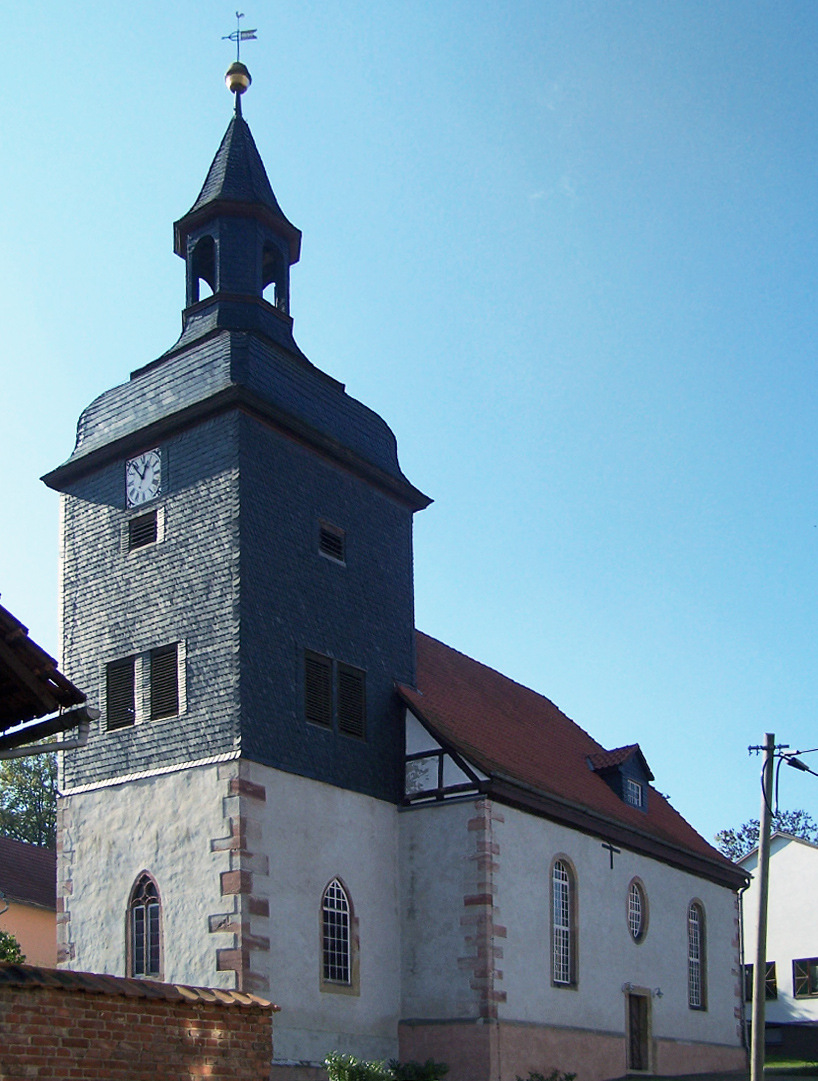
Die Kirche

Die evangelisch-lutherische Heilig-Geist-Kirche steht im Ortsteil Fernbreitenbach der Stadt Werra-Suhl-Tal im Wartburgkreis in Thüringen.

## Geschichte
Die Dorfkirche steht im Mittelpunkt des Ortsteils Fernbreitenbach. Der Chor stammt von einem Vorgängerbau aus dem 14. Jahrhundert, das Langhaus ist über eine Inschrift auf 1698 datiert.
Nach 1990 wurde das Gotteshaus im Außenbereich saniert. Bei Sanierungsarbeiten im Innern wurden mittelalterliche Fresken freigelegt und anschließend restauriert.